# 徐秀旻
徐秀旻（： Seo Su Min，1972年2月26日—），是韓國綜藝節目的導演，是1995年KBS第22期公開招募的PD。

## 作品

### 綜藝節目
- KBS《搞笑狩獵(개그 사냥)》（2005年～2006年）
- KBS《爆笑俱樂部 2（朝鲜语：폭소클럽 2）》（2006年～2008年）
- KBS《搞笑演唱會》（1999年～現在） (PD, CP) [1]
- KBS《Music Bank》（2001年～2012年）
- KBS《Sponge（朝鲜语：스펀지 (텔레비전 프로그램)）》（2003年～2012年）
- KBS《Vitamin（朝鲜语：비타민 (텔레비전 프로그램)）》（2003年～2012年）
- KBS《全國歌唱比賽（朝鲜语：전국노래자랑）》(CP)
- KBS《韓國傳統音樂節（朝鲜语：국악한마당）》(CP)
- KBS《快樂星期天（朝鲜语：해피선데이） - 超人回來了》(CP)
- KBS《快樂星期天（朝鲜语：해피선데이） - 兩天一夜 第三季》(CP)

### 電視劇
- 2015年：KBS《製作人》

## 獲獎
- 2013年：第4屆韓國大眾文化藝術賞（朝鲜语：대한민국 대중문화예술상） 總理表彰
- 2015年：第25屆韓國PD大獎（朝鲜语：한국PD대상） 年度PD獎 [2]
- 2015年：第8屆韓國電視劇節 導演賞

## 外部連結
- 徐秀旻的X（前Twitter）
- NAVER搜索